# Nicole de Savigny
Nicole de Savigny (1535 – 4. února 1590), baronka de Fontette, byla francouzská šlechtična. V letech 1556–57 byla milenkou francouzského krále Jindřicha II.
Rodiči Nicole byli Georges II. de Savigny a jeho první manželka Nicole d'Haussonville. Jindřich II. se stal otcem jejího syna, Jindřicha de Saint-Rémy (1557–1621), který se stal zakladatelem levobočné větve rodu Valois, Valois-Saint Remy.